# 8202 Gooley
8202 Gooley è un asteroide della fascia principale. Scoperto nel 1994, presenta un'orbita caratterizzata da un semiasse maggiore pari a 2,9150114 UA e da un'eccentricità di 0,0809005, inclinata di 3,07449° rispetto all'eclittica.